# ITunes Festival: London 2010 (minialbum Ellie Goulding)
iTunes Festival: London 2010 – drugi minialbum angielskiej wokalistki Ellie Goulding. Płyta została nagrana podczas iTunes Festival w 2010 roku w Londyńskim The Roundhouse. Album został wydany przez iTunes Store 15 lipca 2010 roku.

## Lista utworów
1. "Lights" - 5:18
2. "This Love (Will Be Your Downfall)" - 3:59
3. "The Writer" - 4:09
4. "Guns and Horses" - 3:42
5. "Salt Skin" - 5:10
6. "Starry Eyed" - 3:48